# Isaac Semitoje
Isaac Semitoje (ur. 28 kwietnia 1968) – nigeryjski piłkarz grający na pozycji obrońcy. W swojej karierze rozegrał 21 meczów w reprezentacji Nigerii.

## Kariera klubowa
W swojej karierze piłkarskiej Semitoje grał w takich klubach jak: Bendel Insurance FC (do 1994), Iwuanyanwu Nationale (1994-1996), Udoji United (1997) i ponownie Iwuanyanwu Nationale (1998-2001).

## Kariera reprezentacyjna
W reprezentacji Nigerii Semitoje zadebiutował 5 marca 1990 roku w wygranym 1:0 grupowym meczu Pucharu Narodów Afryki 1990 z Egiptem, rozegranym w Algierze. W tym turnieju zagrał również w zwycięskim 1:0 grupowym meczu z Wybrzeżem Kości Słoniowej. Z Nigerią wywalczył wicemistrzostwo Afryki.
W 1994 roku Semitoje został powołany do kadry na Puchar Narodów Afryki 1994. Na tym turnieju zagrał jedynie w meczu półfinałowym z Wybrzeżem Kości Słoniowej (2:2, k. 4:2). Z Nigerią został mistrzem Afryki. Od 1990 do 1999 rozegrał w kadrze narodowej 21 meczów.